# HMS Coventry (D118)
El HMS Coventry (D118) fue un destructor clase Sheffield Tipo 42 que sirvió en la Marina Real británica entre 1978 y 1982. Participó en la guerra de las Malvinas.
El Coventry resultó hundido tras sufrir un ataque aéreo el 25 de mayo de 1982 cerca de la isla Borbón.

## Construcción
Su quilla fue puesta en grada en los astilleros de Cammell Laird and Company, Limited, en Birkenhead, el 29 de enero de 1973, donde fue botado el 21 de junio de 1974 entró en servicio el 20 de octubre de 1978 con un costo de £ 37 900 000.

## Descripción
El rol principal de estos barcos es proporcionar a la flota la capacidad de defensa antiaérea de alcance medio con un papel secundario antisubmarino y antisuperficie. Un total de dieciséis unidades del Tipo 42 fueron construidos entre 1972 y 1985, en tres grupos, el HMS Coventry fue la última unidad del primer grupo en ser puesto en servicio. Para recortar costos, los primeros dos grupos tenían quince metros menos de eslora y una relación manga-eslora reducida. Estos primeros Tipo 42 se comportaron pobremente durante sus pruebas de mar y eran notablemente pobres buques de escolta.
Los destructores del Tipo 42 estaban equipados con los misiles antiaéreos Sea Dart diseñados en la década de 1960 para contrarrestar las amenazas desde aviones tripulados. El Sea Dart estaba limitado por su capacidad de disparo y tiempo de reacción, pero se probó a sí mismo en la guerra de las Malvinas con siete derribos, tres de ellos atribuidos al HMS Coventry.

## Historia de servicio

### Guerra de las Malvinas
El  HMS Coventry estaba tomando parte en el Ejercicio Springtrain 82 cerca de la base británica de Gibraltar, en marzo de 1982. Junto a otros barcos del ejercicio fueron instruidos para participar en la guerra de las Malvinas. Tenía una bandera del Reino Unido pintada en el techo de su puente y una línea negra pintada desde su cubierta a su línea de flotación para ayudar a su reconocimiento ya que los argentinos operaban también destructores del mismo tipo.
El 7 de abril, Coventry, en compañía del HMS Glamorgan, HMS Glasgow, HMS Arrow y del HMS Sheffield entraron a la Zona de Exclusión Total, un cordón de exclusión de 200 millas alrededor de las Islas Malvinas. Durante de seis semanas, el HMS Sheffield y  el  HMS Coventry estuvieron en el  Atlántico Sur, el HMS Glasgow recibió el impacto de una bomba que cruzó su cubierta y el  HMS Glamorgan fue alcanzado por un misil Exocet lanzado desde tierra.  En total, habrían muerto más de 50 tripulantes.

#### Comienza el uso de misiles

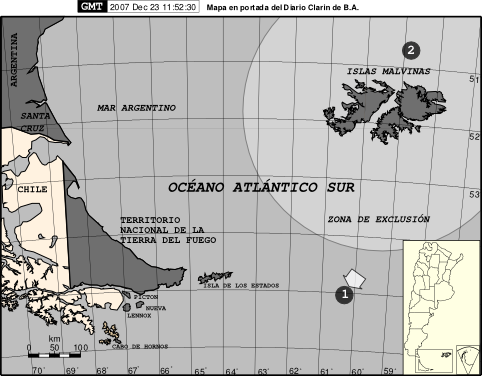
Publicado en Clarín. El círculo "1" es donde el ARA General Belgrano fue hundido. El "2" muestra el último contacto con el Alférez Sobral

La contribución a la guerra de las Malvinas del HMS Coventry  fue considerable. Su helicóptero fue el primero en disparar misiles aire-superficie ) antibuque Sea Skua en acción. Su Westland Lynx HAS.Mk.2 disparó dos misiles Sea Skua al ARA Alférez Sobral, que anteriormente, había sido el  USS Salish (ATA-187).  Uno de los misiles erró el blanco y el otro impactó a un pequeño bote hiriendo a un  marinero que disparaba un cañón de 20 mm y dejando fuera de servicio las antenas de radio. El Lynx del HMS Glasgow disparó dos Sea Skua más, y el barco se  retiró, con 8 tripulantes muertos, 8 heridos y daños graves. Su puente partido está en exposición en el Museo Naval del Partido de Tigre, Argentina. Este buque fue dado de baja en el año 2018.
El HMS Coventry fue el primer buque que disparó los misiles antiaéreos Sea Dart en batalla cuando el buque disparó tres de ellos el 9 de mayo a dos Learjets del Escuadrón Fénix, de los cuales uno fue derribado por el misil, muriendo todos sus ocupantes. El HMS Broadsword  reportó que su radar había rastreado dos blancos (llamados Litro y Pepe), pero los habían perdido.

#### Comienzan los derribos por misiles
El capitán del HMS Coventry', Hart-Dyke reclamó que dos Skyhawks del Grupo 4 de Caza habían sido derribado por los Sea Darts, pero los pilotos de los aviones (C-303 y C-313) se desorientaron por el mal tiempo, y se estrellaron en la Isla de los Arrecifes. 
Ambos pilotos serían encontrados años más tarde. Uno en el lado norte de los arrecifes, el otro en las aguas superficiales del sudoeste. El teniente Jorge Casco y el teniente Jorge R. Farias murieron. Uno en el lado noroeste de los Acantilados 51°12′23″S 60°53′26″O / -51.20639, -60.89056, el otro en las aguas someras del suroeste. Recién en 1999, una patrulla británica encontró los restos mortales del piloto de combate argentino entre los de su avión desintegrado. Los restos no pudieron ser reconocidos ya que no se encontraron sus placas identificatorias, y recién en julio de 2008, cuando fueron entregados a la Cancillería y a la Fuerza Aérea Argentina, se los pudo enviar al Banco Nacional Genético del Hospital Durand, donde luego de realizar las pruebas de ADN se confirmó su identidad.
El primer derribo oficial del HMS Coventry fue un helicóptero Aérospatiale Puma del  Batallón de Aviación de Combate 601 con su tripulación de tres hombres muertos sobre el Choiseul Sound con un Sea Dart. 
El HMS Coventry fue uno de los tres destructores del Tipo 42 que dieron cobertura antiaérea a la Flota  t. Con la pérdida del HMS Sheffield y el daño al  HMS Glasgow el  12 de mayo forzándolos a retornar al Reino Unido, el HMS Coventry fue dejado en ese rol sólo hasta que otros buques pudiesen llegar desde el Reino Unido a acompañarlo.

### 25 de mayo de 1982

#### Trampa para la Fuerza Aérea Argentina
El 25 de mayo de 1982 (el Día nacional argentino),  el Coventry recibió la orden de posicionarse en el Estrecho de San Carlos, acompañado por el HMS Broadsword. Su labor era atraer los aviones argentinos y alejarlos de la flota de invasión que estaba  en aguas de la Bahía San Carlos. En esta posición, cerca de la tierra, sin mucho mar entre el barco y tierra, sus misiles Sea Dart podrían ser menos efectivos. El HMS Broadsword estaba armado con misiles Sea Wolf que son antiaéreos de corto alcance y antimisil.   
Al principio, la trampa funcionó, y el FAA A-4B Skyhawk C-244 del Grupo 5 de Caza fue derribado al norte de la Isla Borbón por un Sea Dart. El Piloto Capitán Hugo Ángel del Valle Palaver murió. Más tarde un FAA A-4C Skyhawk, el C-304 del Grupo 4 de Caza desplegado en San Julián fue derribado al norte de la Isla Pebble por otro Sea Dart mientras retornaba de una misión en la Bahía de San Carlos. El Capitán Jorge Osvaldo García se eyectó sin novedad pero no se recuperó desde el Océano. Su cuerpo fue encontrado en una playa  de la  Isla Golding en 1983. El compañero de García también fue derribado durante la incursión sobre San Carlos, por un misil Sea Cat del HMS Yarmouth (también fue reclamado por varios otros en el área incluyendo una batería de misiles Rapier), pero fue afortunado, y se eyectó para ser capturado, enfrente de varios grupos de periodistas acreditados.

#### Descubren la trampa y son atacados
Los dos barcos inmediatamente se encontraron bajo ataque de parte de  A-4 Skyhawk de la Fuerza Aérea Argentina, con dos aviones que transportaban  bombas de 454 kg. Esta carga fue posible debido a la proximidad de los dos barcos británicos a la Argentina continental. Los cuatro Skyhawks volaban tan bajo que el radar del HMS Coventry no pudo distinguir entre ellos y la tierra, fallando en fijarlos. El HMS Broadsword trató de hacer blanco en el primer par de atacantes (capitán Pablo Carballo y teniente Carlos Alfredo Rinke) con su sistema de misiles Sea Wolf pero sus sistema de rastreo se cayó durante el ataque, y no pudieron encenderlo antes del lanzamientos de las bombas. De las bombas liberadas, una rebotó en el mar y golpeo la cubierta de vuelo del HMS Broadsword pero no explotó, destrozando el helicóptero del buque, un Westland Lynx. El HMS Coventry afirmó haber alcanzado el segundo Skyhawk (capitán Pablo Carballo) en la cola con fuego de armas ligeras, sin embargo retornó sin novedad al continente. De hecho, el avión de Carballo fue alcanzado debajo del ala derecha por una pieza de metralla. 
Un segundo par de Skyhawks (primer teniente Mariano Ángel Velasco y alférez Jorge Nelson Barrionuevo), se dirigieron hacia el HMS Coventry 90 segundos más tarde a un ángulo de 20° a la proa. Sin lograr fijar sus misiles, el Coventry lanzó  un Sea Dart en un intento de distraerlos y viró rápidamente en un intento de disminuir su perfil. En el HMS Broadsword se había vuelto a prender el sistema Sea Wolf y estaba listo para fijar los blancos, pero no pudo disparar porque el HMS Coventry había virado colocándose directamente en la línea de fuego.

#### El HMS Coventry es alcanzado
El HMS Coventry usó su cañón de 4.5 pulgadas y armas ligeras contra los blancos atacantes. Los cañones Oerlikon 20 mm fueron perturbados, dejando al barco sólo con la defensa de armas livianas y  ametralladoras. El HMS Coventry fue impactado por dos bombas debajo de la línea de flotación por el lado de babor. Una de las bombas explotó dentro de la sala de computadoras, destruyendo la sala de operaciones contigua, incapacitando a su plana mayor. La otra entró a la sala de motor delantero, explotando debajo del comedor  donde estaba localizada la estación de primeros auxilios y el barco comenzó inmediatamente a escorarse a babor. El último impacto causó daño crítico como romper la barrera cortafuegos entre el motor anterior y posterior, exponiendo todo el buque a los incendios.  Dado el diseño del buque, con múltiples compartimientos a prueba de agua, estos impactos comprometieron completamente su supervivencia.

#### Abandonado y hundido
En 20 minutos, el HMS Coventry había sido abandonado y totalmente escorado. Diecinueve marinos de su tripulación perecieron y 30 heridos. El HMS Coventry se hundió poco después de esto. El Ingeniero Mecánico marino Paul Mills murió el 29 de marzo de 1983 de un tumor cerebral debido a una fractura de cráneo generada en el ataque.

### Tributos
A pesar de haber proporcionado una adecuada cobertura antiaérea, haber derribado tres aviones argentinos y haberse colocado en una posición expuesta, ningún tripulante del  HMS Coventry recibió condecoraciones por su bravura.  

## El sitio del hundimiento
El sitio del pecio es un sitio controlado y resguardado  bajo el Acta de Protección de restos militares de 1986. Aproximadamente 8 meses después de que el  Coventry se hundiera, un equipo de buceo de la Marina Real Británica practicó una búsqueda submarina de los restos  que se encuentra a 100 metros de profundidad. Esta inspección es un prerrequisito para bucear en el pecio, fue nombrado "Operación Blackleg", para recoger documentación clasificada y mantener las armas perdidas a resguardo.    El equipo de buceo recuperó muchos objetos personales del Capitán David Hart-Dyke y la insignia de batalla del buque, la cual sería entregada más tarde al nuevo HMS Coventry, una Fragata del Tipo 22. Los buceadores también recobraron la  Cruz de Clavos originalmente presentada al barco por la Catedral de Coventry, y esta fue regresada de vuelta al Obispo de Coventry en 1983.

### Armas nucleares
El HMS Coventry transportaba cargas de profundidad nucleares (en su versión ronda de vigilancia), que fueron retiradas del buque el 17 de mayo de 1982, sólo ocho días antes del ataque que lo hundió.